# Тужа-Велика (Млавський повіт)
Тужа-Велика (пол. Turza Wielka) — село в Польщі, у гміні Ліповець-Косьцельний Млавського повіту Мазовецького воєводства.
Населення — 536 осіб (2011).
У 1975-1998 роках село належало до Цехановського воєводства.

## Демографія
Демографічна структура станом на 31 березня 2011 року:
|          | Загалом | Допрацездатний вік | Працездатний вік | Постпрацездатний вік |
| -------- | ------- | ------------------ | ---------------- | -------------------- |
| Чоловіки | 265     | 70                 | 170              | 25                   |
| Жінки    | 271     | 65                 | 144              | 62                   |
| Разом    | 536     | 135                | 314              | 87                   |